# 紀元前701年
紀元前701年（きげんぜん701ねん）は、西暦（ローマ暦）による年。紀元前1世紀の共和政ローマ末期以降の古代ローマにおいては、ローマ建国紀元53年として知られていた。紀年法として西暦（キリスト紀元）がヨーロッパで広く普及した中世時代初期以降、この年は紀元前701年と表記されるのが一般的となった。

## 他の紀年法
- 干支 : 庚辰
- 中国
  - 周 - 桓王19年
  - 魯 - 桓公11年
  - 斉 - 釐公30年
  - 晋 - 晋侯緡6年
  - 秦 - 出子3年
  - 楚 - 武王40年
  - 宋 - 荘公10年
  - 衛 - 宣公18年
  - 陳 - 利公6年
  - 蔡 - 桓侯14年
  - 曹 - 荘公元年
  - 鄭 - 荘公43年
  - 燕 - 宣侯10年
- 朝鮮
  - 檀紀1633年
- ユダヤ暦 : 3060年 - 3061年

## できごと

### 中国
- 斉・衛・鄭の大夫が悪曹で会盟した。
- 楚の屈瑕が蒲騒で鄖軍を撃破し、貳・軫と盟を交わして凱旋した。
- 鄭の荘公が死去し、祭仲は公子忽を国君に擁立した。宋の荘公が祭仲を誘い出して捕らえ、公子突を立てるよう祭仲に強要した。祭仲は公子突とともに帰国してこれを立てた。公子忽は衛に亡命した。
- 宋の荘公・陳の利公・蔡叔（蔡の桓侯の弟）・魯の大夫の柔が折で会盟した。
- 魯の桓公と宋の荘公が夫鍾で会合した。
- 魯の桓公と宋の荘公が闞で会合した。

### オリエント
- アッシリア帝国のセンナケリブがユダ王国に遠征した。ユダ王国のヒゼキヤは一度降伏し貢納したが、最終的にエルサレムは持ちこたえた。旧約聖書では「神の奇跡」として描かれ、ユダヤ教・キリスト教の歴史に影響を与えた。

## 死去
- 鄭の荘公